# Pangolí de les Filipines
El pangolí de les Filipines (Manis culionensis) és una espècie de pangolí del gènere Manis que només es troba a l'illa de Palawan, a les Filipines. És bastant comú però es veu amenaçat per la caça intensiva.